# 峰久幸義
峰久 幸義（みねひさ ゆきよし、1949年4月24日 - 2022年10月11日）は、日本の行政官。復興庁顧問。不動産適正取引推進機構理事長。過去に、内閣官房参与、福島復興再生総局事務局長、初代復興庁事務次官、国土交通事務次官等を歴任。香川県三豊市出身。

## 概要
- 香川県立丸亀高等学校卒業

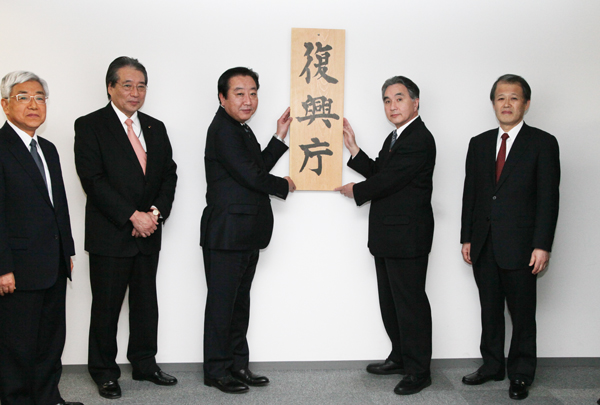
2012年2月10日、復興庁の看板掛けにて内閣総理大臣野田佳彦（左から3人目）、復興大臣平野達男（右から2人目）らと

- 1972年 東京大学法学部第2類（公法コース）卒業、建設省入省（都市局下水道部下水道企画課に配属）
- 建設省大臣官房地方厚生課長
- 建設省道路局総務課長
- 2001年 国土交通省道路局次長
- 2002年 国土交通省自動車交通局長
- 2004年7月1日 国土交通省大臣官房長
- 2005年8月 国土交通審議官[4]
- 2007年7月10日 国土交通事務次官[4][1]
- 2008年7月4日 退官
- 2009年7月28日 住宅金融支援機構副理事長
- 2011年6月 東日本大震災復興対策本部事務局長[2]
- 2012年2月10日 復興庁事務次官[3]
- 2013年2月1日 内閣官房参与、復興庁顧問、福島復興再生総局事務局長
- 2013年2月15日 アットホームホールディングス株式会社顧問
- 2014年1月28日 復興庁顧問
- 2016年6月24日 一般財団法人不動産適正取引推進機構理事長[5]
- 2019年5月21日 瑞宝重光章受章[6]。
- 2022年10月11日 死去[7]。73歳没。死没日付をもって正四位に叙された[8]。

## 脚註
1. 1 2  復興庁の初代事務次官に峰久氏を起用へ 元国交次官 （朝日新聞デジタル2012年2月10日19:41配信 2012年12月22日閲覧）[リンク切れ]
2. 1 2  復興本部の事務局長、峰久・元国交次官を起用へ （YOMIURI ONLINE2011年6月25日20:04配信 2012年12月22日閲覧[リンク切れ]
3. 1 2  “初代次官に峰久氏(元国交次官三豊出身)／復興庁”. 四国新聞社. (2012年1月23日).  オリジナルの2012年1月26日時点におけるアーカイブ。 2022年10月26日閲覧。
4. 1 2  “事務次官に峰久幸義氏、不動産業課長に毛利信二氏／国交省が幹部人事発表”. 最新不動産ニュース「R.E.port」.   株式会社不動産流通研究所 (2007年7月5日). 2012年12月22日閲覧。
5. ↑  “新理事長に峰久氏　不動産適取機構”.   住宅新報web (2016年6月24日). 2022年10月26日閲覧。
6. ↑  『官報』14号、令和元年5月21日
7. ↑  “峰久幸義氏死去　元国土交通事務次官、元復興庁事務次官”. 時事ドットコム. 時事通信社. (2022年10月26日) 2022年10月26日閲覧。
8. ↑  『官報』第859号8頁 令和4年11月16日号

| スタブアイコン | サブスタブ | この項目は、まだ閲覧者の調べものの参照としては役立たない、人物に関連した書きかけの項目です。この項目を加筆・訂正などしてくださる協力者を求めています（P:人物伝/PJ:人物伝）。 |